# Tipula (Eumicrotipula) andromache
Tipula (Eumicrotipula) andromache is een tweevleugelige uit de familie langpootmuggen (Tipulidae). De soort komt voor in het Neotropisch gebied.